# 先锋站 (南通市)
先锋站是南通轨道交通2号线的地铁车站，位于中华人民共和国江苏省南通市通州区先锋街道青年东路与富锋路交叉口地下，为2号线东端终点站，亦是南通轨道交通最东端车站，于2023年12月27日开通。

## 车站结构
先锋站沿青年东路设置，呈东西走向，车站长602.2米，宽19.7米，为地下二层岛式站台车站。车站地下一层为站厅层，地下二层为站台层。车站东侧设置两条存车线，供2号线车辆停放折返使用，西侧设置一条单渡线。
| 地面              | 出入口 | 3、4、5出入口                                                                           |
| 地下一层          | 站厅   | 客服中心、自动售票机、验票机                                                            |
| 地下二层          | 站台层 | \| \| \| 2号线往幸福（南通东站） \| \| 島式 · 開左邊车门 \| \| \| \| \| \| 2号线落客 \| |
|                   |        | 2号线往幸福（南通东站）                                                                 |
| 島式 · 開左邊车门 |        |                                                                                         |
|                   |        | 2号线落客                                                                               |

## 车站出口
先锋站共设5个出口，其中2个出入口暂未启用，各出口及周围设施如下所示：
| 编号                | 周边信息                                                   | 照片 | 无障碍设施 |
| ------------------- | ---------------------------------------------------------- | ---- | ---------- |
| 1 · 出口 · （设有） | 青年东路（南），富锋路（东），南通大学附属医院（暂未启用） |      |            |
| 2 · 出口            | （暂未启用）                                               |      | 不適用     |
| 3 · 出口            | 青年东路（北），富锋路（东）                               |      | 不適用     |
| 4 · 出口 · （设有） | 富锋路（东），青年东路（北），青青家园                     |      |            |
| 5 · 出口            | 富锋路（东），青年东路（北），青青家园                     |      | 不適用     |
| 图例： 设有         |                                                            |      |            |

## 接驳交通

### 公交车
- 南通大学附属医院东院区：275路
- 青年路富锋路口：7路，613路
- 通大附院东院区：615路

## 车站历史
该站规划与建设时名称为先锋镇站，开通前更名为先锋站。
- 2021年4月16日，车站主体结构封顶[2]。
- 2023年12月27日，随2号线一期工程通车一同开通[1]。